# Kateryna Zaryćka
Kateryna Zaryćka herbu Nowina (ps. Orysia, Kałyna, Moneta, Łehenda, ur. 3 listopada 1914 w Kołomyi, zm. 29 sierpnia 1986 w Wołoczyskach) – ukraińska działaczka nacjonalistyczna, organizatorka i dowódca Ukraińskiego Czerwonego Krzyża, ofiara prześladowań komunistycznych.

## Życiorys
Urodziła w rodzinie profesora Uniwersytetu Lwowskiego, matematyka Myrona Zaryckiego. Jej pradziadkiem był powstaniec styczniowy Iwan Zaryćki herbu Nowina, który po upadku powstania osiadł w Galicji. Ukończyła gimnazjum w Kołomyi, następnie studiowała geodezję na Wydziale Inżynierii Politechniki Lwowskiej. Członkini Organizacji Ukraińskich Nacjonalistów, skazana na 8 lat więzienia za pomoc w ucieczce zagranicę Hryhorijowi Maciejce – sprawcy zamachu na Bronisława Pierackiego. Sąd apelacyjny zmniejszył wymiar kary do 6 lat, a w konsekwencji amnestii do 4 lat. W 1936 sądzona również i skazana w procesie lwowskim. Podczas odbywania kary w więzieniu w Stanisławowie poznała Mychajła Sorokę, z którym się związała. 
Uwolniona w grudniu 1938, po agresji III Rzeszy i ZSRR na Polskę podjęła działalność podziemną w OUN. 5 listopada 1939 wyszła za mąż za Mychajła Sorokę. Aresztowana przez NKWD w marcu 1940, więziona przy ul Łąckiego. Była sądzona w procesie 59 w styczniu 1941. Dzięki wstawiennictwu ojca – prodziekana Wydziału Fizyko-Matematycznego Uniwersytetu Lwowskiego – została zwolniona w związku z urodzeniem w więzieniu syna Bohdana.
Była organizatorką i dowódcą Ukraińskiego Czerwonego Krzyża, czyli służby medycznej Ukraińskiej Powstańczej Armii. Aresztowana przez NKWD we wrześniu 1947, odbyła karę 25 lat więzienia, początkowo w izolatorze we Włodzimierzu nad Klaźmą, później w łagrach w Mordowii. Po odbyciu kary otrzymała zakaz osiedlenia się w obwodach  b. Galicji Wschodniej. Zamieszkała w Wołoczyskach, w obwodzie chmielnickim na wschodnim brzegu Zbrucza, tam też zmarła. 28 września 1991 prochy jej i męża Mychajła Soroki pochowano uroczyście na Cmentarzu Łyczakowskim we Lwowie.